# Canottaggio ai Giochi della XVII Olimpiade - Due di coppia maschile
La competizione del due di coppia maschile dei Giochi della XVIII Olimpiade si è svolta dal 31 agosto al 3 settembre 1960 al bacino del Lago Albano a Castel Gandolfo.

## Programma
| Data              | Round      | Note                                           |
| ----------------- | ---------- | ---------------------------------------------- |
| 31 agosto 1960    | 3 Batterie | I vincitori in finale. I restanti ai recuperi. |
| 1º settembre 1960 | 3 Recuperi | I vincitori in finale.                         |
| 3 settembre 1960  | Finale     |                                                |

## Risultati

### Batterie
| Pos. | Nazione     | Atleti                           | Tempo   |
| ---- | ----------- | -------------------------------- | ------- |
| 1    | Francia     | René Duhamel Bernard Monnereau   | 6'45"23 |
| 2    | Paesi Bassi | Peter Bakker Jakobus Rentmeester | 6'48"22 |
| 3    | Jugoslavia  | Joža Lovec Perica Vlašić         | 6'49"94 |
| 4    | Stati Uniti | Jack Kelly William Knecht        | 6'51"92 |
| 5    | Germania    | Heinz Becher Just Jahn           | 6'52"05 |
| 6    | Australia   | Ian Tutty Kevyn Webb             | 7'16"41 |

| Pos. | Nazione          | Atleti                               | Tempo   |
| ---- | ---------------- | ------------------------------------ | ------- |
| 1    | Cecoslovacchia   | Václav Kozák Pavel Schmidt           | 6'51"47 |
| 2    | Unione Sovietica | Aleksandr Berkutov Jurij Tjukalov    | 6'51"98 |
| 3    | Gran Bretagna    | Nicholas Birkmyre George Justicz     | 7'00"13 |
| 4    | Norvegia         | Harald Kråkenes Sverre Kråkenes      | 7'11"04 |
| 5    | Danimarca        | Jannik Madum Andersen Poul Mortensen | 7'15"23 |

| Pos. | Nazione  | Atleti                           | Tempo   |
| ---- | -------- | -------------------------------- | ------- |
| 1    | Svizzera | Ernst Hürlimann Rolf Larcher     | 6'54"78 |
| 2    | Belgio   | Gérard Higny Jean-Marie Lemaire  | 6'55"31 |
| 3    | Austria  | Gottfried Dittrich Adolf Löblich | 7'18"13 |
| 4    | Uruguay  | Paulo Carvalho Mariano Caulín    | 7'38"57 |
| -    | Italia   | Severino Lucino Cesare Pestuggia | DQ      |

### Recuperi
| Pos. | Nazione     | Atleti                               | Tempo   |
| ---- | ----------- | ------------------------------------ | ------- |
| 1    | Paesi Bassi | Peter Bakker Jakobus Rentmeester     | 6'51"61 |
| 2    | Norvegia    | Harald Kråkenes Sverre Kråkenes      | 7'02"88 |
| 3    | Danimarca   | Jannik Madum Andersen Poul Mortensen | 7'09"95 |
| 4    | Austria     | Gottfried Dittrich Adolf Löblich     | 7'15"63 |

| Pos. | Nazione          | Atleti                            | Tempo   |
| ---- | ---------------- | --------------------------------- | ------- |
| 1    | Unione Sovietica | Aleksandr Berkutov Jurij Tjukalov | 6'55"91 |
| 2    | Uruguay          | Paulo Carvalho Mariano Caulín     | 7'04"78 |
| 3    | Jugoslavia       | Joža Lovec Perica Vlašić          | 7'07"61 |
| 4    | Italia           | Severino Lucino Cesare Pestuggia  | 7'08"16 |
| 5    | Australia        | Ian Tutty Kevyn Webb              | 7'12"37 |

| Pos. | Nazione       | Atleti                           | Tempo   |
| ---- | ------------- | -------------------------------- | ------- |
| 1    | Belgio        | Gérard Higny Jean-Marie Lemaire  | 6'49"04 |
| 2    | Gran Bretagna | Nicholas Birkmyre George Justicz | 6'49"81 |
| 3    | Germania      | Heinz Becher Just Jahn           | 6'55"15 |
| 4    | Stati Uniti   | Jack Kelly William Knecht        | 6'55"25 |

### Finale
| Pos.    | Nazione          | Atleti                            | Tempo   |
| ------- | ---------------- | --------------------------------- | ------- |
| Oro     | Cecoslovacchia   | Václav Kozák Pavel Schmidt        | 6'47"50 |
| Argento | Unione Sovietica | Aleksandr Berkutov Jurij Tjukalov | 6'50"49 |
| Bronzo  | Svizzera         | Ernst Hürlimann Rolf Larcher      | 6'50"59 |
| 4       | Francia          | René Duhamel Bernard Monnereau    | 6'52"22 |
| 5       | Paesi Bassi      | Peter Bakker Jakobus Rentmeester  | 6'53"86 |
| 6       | Belgio           | Gérard Higny Jean-Marie Lemaire   | 6'56"40 |